# Cizely
Cizely ist eine französische Gemeinde mit 52 Einwohnern (Stand: 1. Januar 2022) im Département Nièvre in der Region Bourgogne-Franche-Comté. Die Gemeinde gehört zum Arrondissement Nevers und zum Kanton Guérigny. 

## Geografie
Cizely liegt etwa 23 Kilometer ostsüdöstlich von Nevers in Zentralfrankreich. Umgeben wird Cizely von den Nachbargemeinden Billy-Chevannes im Norden, Frasnay-Reugny im Nordosten, Anlezy im Süden und Osten sowie Saint-Benin-d’Azy im Westen.

## Bevölkerungsentwicklung
| Jahr                       | 1962 | 1968 | 1975 | 1982 | 1990 | 1999 | 2006 | 2013 |
| Einwohner                  | 99   | 95   | 87   | 84   | 70   | 53   | 55   | 63   |
| Quellen: Cassini und INSEE |      |      |      |      |      |      |      |      |

## Sehenswürdigkeiten
- Kirche Sainte-Madeleine